# Omega Serpentis
Omega Serpentis (ω Ser) – gwiazda w gwiazdozbiorze Węża, będąca olbrzymem o typie widmowym G8 III. Znajduje się około 273 lata świetlne od Słońca.
Omega Serpentis jest żółtym olbrzymem o temperaturze około 4800 kelwinów. Gwiazdę okrąża planeta będąca gazowym olbrzymem o masie minimalnej 1,7 MJ, o oznaczeniu Omega Serpentis b.